# Tiris al-Gharbiyya
Il Tiris al-Gharbiyya (in arabo تيرس الغربية‎?   Tīris al-Ġarbiyya, "Tiris Occidentale") fu il nome dell'area del Sahara occidentale sotto il controllo della Mauritania tra il 1975 e il 1979.

## Antefatti storici
La Mauritania annesse un terzo della parte meridionale dell'ex colonia spagnola del Sahara spagnolo nel 1975, in seguito agli accordi di Madrid, con il Marocco che prese i restanti due terzi della parte settentrionale (Saguia el-Hamra e la metà settentrionale del Río de Oro) come proprie province del Sud. Entrambi i paesi rivendicavano i diritti storici sull'area, mentre le Nazioni Unite chiedevano che la popolazione indigena (saharawi) avesse il diritto all'autodeterminazione e l'autorizzazione di decidere attraverso un referendum per l'unione a uno degli stati vicini, o in alternativa optare per uno stato indipendente.
Quest'ultima era l'opzione preferita del Fronte Polisario, un'organizzazione saharawi che rivolse le sue forze di guerriglia contro entrambi i paesi, avendo fino ad allora combattuto la Spagna. I suoi attacchi contro la Mauritania si dimostrarono molto efficaci. Gli scioperi del Polisario contro le miniere di ferro di Zouerat, così come i costi dello sforzo bellico, portarono ben presto il Paese sull'orlo del collasso economico e provocarono crescenti tensioni nell'esercito e nell'apparato governativo.
Nel 1978, il governo monopartitico di Moktar Ould Daddah fu gravemente compromesso dal fallimento dello sforzo bellico e cadde sotto un colpo di Stato per mano degli ufficiali scontenti dell'esercito. La Mauritania si disimpegnò poi dal conflitto, cedendo le sue pretese di qualsiasi parte del Sahara Occidentale e ritirando le sue truppe. Le aree occupate dalla Mauritania passarono al Marocco, che da allora rivendicò la proprietà dell'intero territorio, nonostante la continua opposizione del Polisario, e del suo principale sostenitore, l'Algeria. Il presidente della Mauritania Mohamed Khouna Ould Haidalla procedette nel 1984 a riconoscere la Repubblica Democratica Araba dei Sahrawi (SADR) sostenuta dal Polisario come legittimo sovrano dell'area. Dopo il suo rovesciamento in un altro colpo di Stato militare più tardi nello stesso anno, tale posizione fu sempre più minimizzata – anche se mai esplicitamente ribaltata – per placare il Marocco.

## Confini e caratteristiche
Il Tiris occidentale era la metà meridionale del Río de Oro, la provincia meridionale dell'ex Sahara spagnolo, con un'estensione territoriale di 88.000 km² (33.977 sq mi) e con una popolazione di 12.897 abitanti. Consisteva principalmente in un'arida area desertica, scarsamente popolata, tranne che da alcune migliaia di nomadi saharawi, molti dei quali erano fuggiti verso la provincia algerina di Tindouf nel 1975. Alcuni insediamenti minori si trovavano lungo la costa e il più grande di questi, Dakhla (chiamata precedentemente Villa Cisneros), divenne la capitale della provincia.
Alcuni rapporti indicavano che il territorio avrebbe potuto contenere importanti quantità di risorse minerarie come il ferro, seppure senza prove, ma la guerra impedì qualsiasi serio sforzo di esplorazione. Rimane per lo più un'area inesplorata e non sfruttata. L'eccezione è rappresentata dalle ricche acque di pesca dell'Atlantico. Esse non sono mai state utilizzate dalla Mauritania, ma da allora il diritto di pesca è esercitato dal Marocco e da navi straniere con licenze marocchine.
Il nome "Tiris" si riferisce a una pianura desertica del Sahara. La provincia più settentrionale della Mauritania (nel suo territorio riconosciuto a livello internazionale) è analogamente chiamata Tiris-Zemmour, dove "Zemmour" si riferisce a una catena montuosa nel Sahara occidentale centrale.
Le rivendicazioni del governo di Ould Daddah sul territorio erano basate sui forti legami culturali e tribali tra gli abitanti moreschi della Mauritania e le tribù del Sahara occidentale. Il governo sosteneva che facevano tutti parte dello stesso popolo e aveva anche avanzato la nozione di sovranità precoloniale da parte di alcuni emirati mauritani (feudi tribali) su alcune di queste tribù. Prima del pronunciamento della Corte internazionale di giustizia, la Mauritania affermava nel 1975 che l'intero Sahara spagnolo era storicamente costituito in parte dal "Bilad Chinguetti", che sosteneva essere stata una comunità tribale e religiosa non dichiarata. Tuttavia riconosceva anche che non c'era mai stato uno stato della Mauritania a rivendicare il territorio, poiché la Mauritania stessa era una creazione moderna del colonialismo francese. La Corte riconobbe l'importanza di questi legami culturali, ma sostenne che tutto ciò non costituiva la sovranità sul territorio o sui suoi abitanti prima del colonialismo. La Corte raccomandò invece un processo di autodeterminazione standard, in cui ai saharawi si sarebbe data la scelta di fusione con la Mauritania e/o il Marocco oppure l'indipendenza.

## Posizione attuale della Mauritania
Il governo mauritano ha mantenuto una politica di stretta neutralità tra il Polisario e il Marocco, pur conservando il riconoscimento della SADR. Parti minori dell'opposizione politica mauritana esprimono occasionalmente interesse per l'area, sebbene la richiesta diretta per la riconquista sia molto rara. Altri gruppi sostengono invece il Polisario o il Marocco. La posizione ufficiale è quella di sostenere qualsiasi risultato finale accettabile per entrambe le parti rimanenti del conflitto; questa è stata anche la posizione del governo dalla fine degli anni '80, anche se è variata in sintonia con le relazioni con il Marocco.
Il territorio è ora effettivamente diviso tra le forze marocchine e quelle del Polisario per tutta la lunghezza del muro marocchino, con un cessate il fuoco in vigore in attesa dell'esito del processo di decolonizzazione delle Nazioni Unite.